# Họ Hải đàn
Họ Hải đàn (danh pháp khoa học: Ximeniaceae Horan., 1834) là một họ thực vật hạt kín. Họ này không được hệ thống APG III năm 2009 (không đổi so với hệ thống APG II năm 2003 và hệ thống APG năm 1998) công nhận mà chỉ coi là một phần trong họ Olacaceae s. l., nhưng được đề cập trong website của APG.

## Các chi
Họ này khi được công nhận bao gồm 4 chi với 13 loài:
- Curupira G.A. Black: 1 loài (C. tefeenis G.A. Black) tại khu vực Amazon thuộc Brasil.
- Douradoa Sleumer, 1984: 1 loài (D. consimilis Sleumer) tại Brasil (Amapa, Para).
- Malania Chun & S.K. Lee, 1980: 1 loài (toán đầu quả, danh pháp khoa học: M. oleifera Chun & S.K. Lee), tại miền tây Quảng Tây và miền đông Vân Nam, Trung Quốc.
- Ximenia L.: 10 loài hải đàn tại Cựu và Tân thế giới. Tại Việt Nam có 1 loài (Ximenia americana).

## Đặc điểm
Các thành viên trong họ này là cây bụi hay cây gỗ từ nhỏ tới lớn, với các lá đơn mọc so le, có cuống, không lá kèm. Chi Ximenia có các gai ở nách lá hay trên cành. Các cụm hoa về nền tảng là dạng tán (suy giảm thành hoa đơn độc ở vài loài thuộc chi Ximenia). Các hoa lưỡng tính, mẫu 4 có các lá đài hợp sinh một phần hay hoàn toàn nhưng không trở thành đồng trưởng trong khi tạo quả. Nhị xếp thành 1 hay 2 vòng và không có nhị lép. Bầu nhụy thượng với vòi nhụy hình nón dài. Quả là loại quả hạch với vỏ quả ngoài mềm và mỏng còn vỏ quả trong thì từ dạng vảy tới hóa gỗ/>.

## Sử dụng
Quả của Malania chứa dầu ăn được, nhưng thường được sử dụng để làm dầu bôi trơn cho máy móc. Tương tự, quả chứa chất béo của Curupira được sử dụng để nấu xà phòng .

## Phát sinh chủng loài
Không có dữ liệu phân tử cho chi Douradoa do sự khan hiếm của loài này. Tuy nhiên, phân tích miêu tả nhánh của Malécot & ctv. (2004)  đặt nó trong phạm vi nhánh này. Cây phát sinh chủng loài dưới đây lấy theo Malécot V. & Nickrent D.L. 2008, với vị trí của Douradoa là chưa rõ.
|  | \| \| Ximenia \| \| \| \| \| \| Curupira \| \| \| \| |
|  |                                                      |
|  | Malania                                              |
|  |                                                      |
|  | Ximenia                                              |
|  |                                                      |
|  | Curupira                                             |
|  |                                                      |

|  | Ximenia  |
|  |          |
|  | Curupira |
|  |          |